# ميكايلا باستيداس

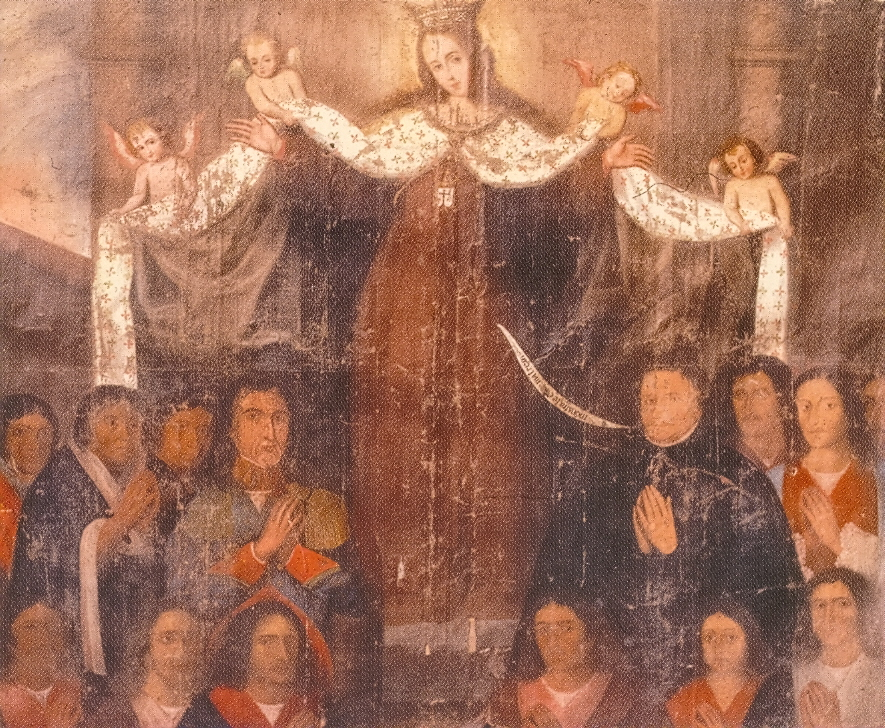
عذراء كارمن مع المتبرعين، المعروفة أيضًا باسم توباك أمارو الثاني والعائلة

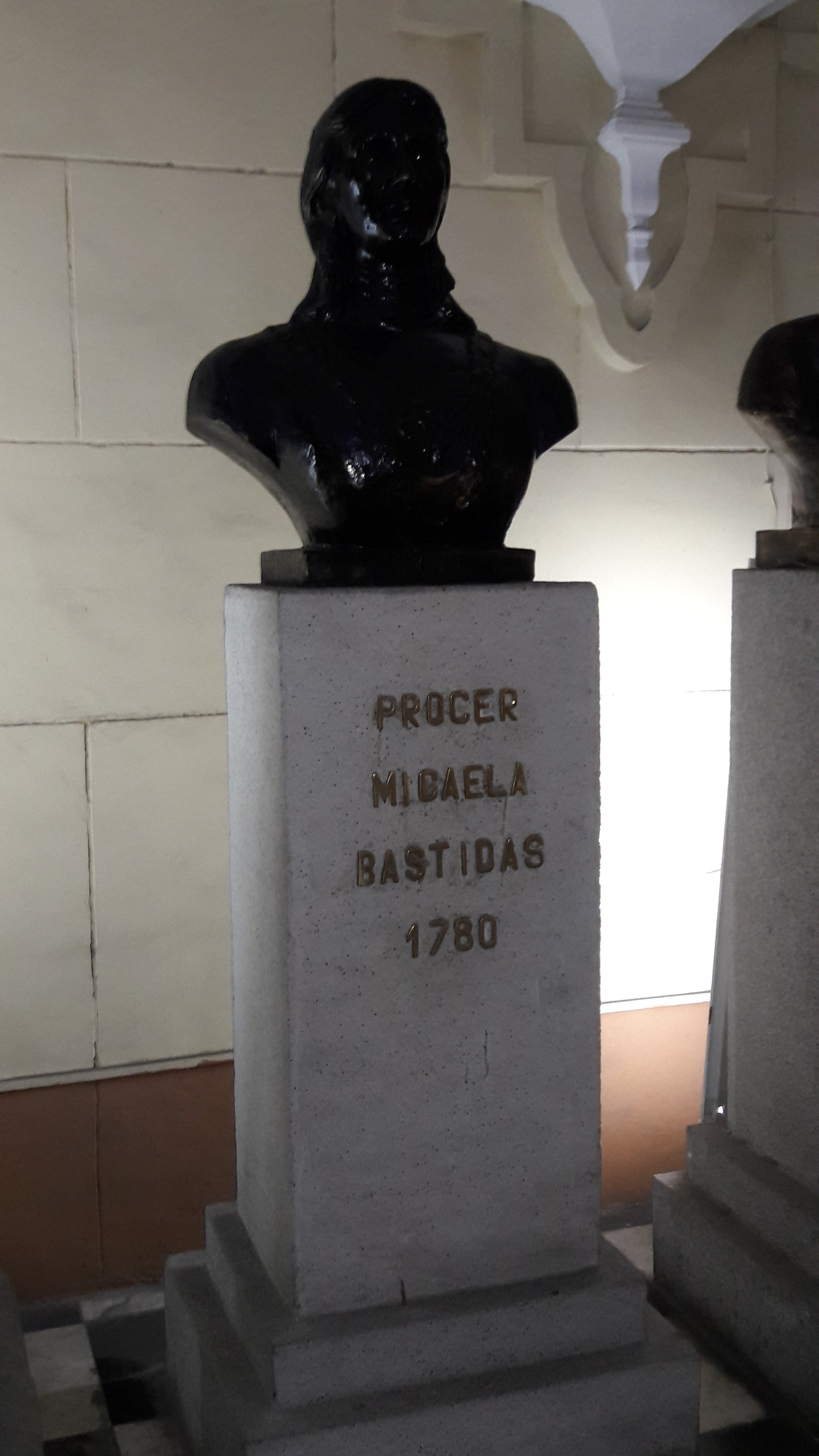
تمثال ميكايلا باستيداس في بانتيون دي لوس بروسيريس في ليما.

ميكايلا باستيداس بويوكوا (من مواليد تامباركو عام 1744 وأعدمت في كوسكو في 18 مايو 1781) كانت رائدة محلية في الحكم ضد الحكم الأسباني في أمريكا الجنوبية، وأُعدمت من أجل استقلال بيرو. لقد قادت مع زوجها توباك أمارو الثاني تمردًا ضد الإسبان وقد أعدمت مثله من قبل الإسبان عندما فشلت الثورة. كانت شريكًا كاملا في مشاريع زوجها قبل الثورة، و "زعيمة قادرة على التمرد بشكل استثنائي". وصفت بأنها "زوجة خوسيه غابرييل كوندوركانيكي (توباك أمارو الثاني) الشهيرة... التي لعبت دورًا رئيسيًا في لوجستيات جيش المتمردين في كوزكو في 1780 و1781.

## السيرة الشخصية
إن الوثائق المتعلقة بحياة ميكايلا باستيداس ليست كافية مقارنةً بزوجها، لكن السجل التاريخي يوثق ميلادها وزواجها ووفاتها. ولدت ميكايلا في محافظة بامباماركا من كاناس (لقد ضمت لاكايماركا منطقة إيروموكو التي كانت مجتمع بابليونيس، من حي بامباماركا، من محافظة كاناس في 1744.) كانت ابنة طبيعية لمانويل باستيداس (المتوفى عام 1746) والذي ربما يكون أفريقي النسب أو الكاهن ولجوزيفا بويوكوا سيسا، نظرًا لوضعها كطفل غير شرعي ربما بكون والدها كاهن أو أسود، تم تهميشها في مرتفعات الأنديز ذات الغالبية الساحقة، وكانت ميكايلا تتحدث لغة الكيشوا أفضل من الإسبانية، وكانت كاثوليكية مخلصة. لم يكن لديها سوى القليل من التعليم الرسمي. تصفها الروايات بأنها «فتاة هندية جميلة». من غير الواضح ما إذا كانت من أصل أفريقي، حيث لا يوجد شيء معروف عن والدها، ولكن بعض الوثائق تشير إليها على أنها زامبا، وهو الاسم الذي يطلق خلال التسلسل الهرمي العنصري الحقبة الاستعمارية لأصحاب عرق مختلط بين الأفارقة والسكان الأصليين. لكن ذُكر أن زواج والديها حدث كونهما «إسبان» ولكن كانت هناك سيولة كبيرة في ال نظام التصنيف العنصري، ومثل هذا التصنيف قد يكون «علامة على الاحترام».
في 25 مايو 1760، قبل ذكرى ميلادها السادسة عشر، تزوجت ميكايلا من خوسيه غابرييل كوندوركانيكي، الذي استخدم لاحقًا اسم توباك أمارو الثاني، في كنيسة سيدة التطهير في مدينة سوريمانا. كان خوسيه غابرييل الشاب مختلط العرق وينحدر من شخصية مهمة في تاريخ بيرو، من الأنكا هو توباك أمارو الأول الذي أعدم من قبل الإسبان في 1572. وفي 1764، تمت تسميته كاسيكي (أي زعيم قبيلة) أو كوراكا من الأراضي المقابلة مع إرثه: بامباماركا وتونغاسوكا زسوريمانا. كان عنوان وامتيازات السلطة وراثية. لقد أصلح إقامته مع ميكايلا في تينتا، وهي منطقة بكوسكو. أنتج الزوجان ثلاثة أبناء، هم هيبوليتو (من مواليد عام 1761)، وماريانو (من مواليد عام 1762)، وفرناندو (من مواليد 1768) وقد عمدهم نفس الكاهن الذي تزوجهم.
حصل خوسيه غابرييل على تعليم متميز في مدرسة اليسوعيين في ليما وكوسكو في مدرسة لأبناء أمراء الشعوب الأصلية. كان يتحدث ويكتب الإسبانية ويتحدث الكتشوا ويعرف بعض اللاتينية من تعليمه اليسوعي. كان صاحب تمديدات كبيرة من الأراضي والثروات، وله عدة أدوار لإدارة الممتلكات الخاصة بهم. وكرئيس، فقد كان يتوسط بين كبير القضاة والشعوب الأصلية وتهم الجريمة. أثناء بلوغه، رأى كيف تأثر باقي السكان بسبب الثورات الجسدية وخلق العادات الداخلية. وكتاجر إقليمي عبر شبكة واسعة، مع 350 بغل لنقل البضائع التجارية، كان في وضع ممتاز لإقامة علاقات مع أولئك الذين تبادل معهم وجمع المعلومات حول الظروف والاهتمامات المحلية. وكشخص من جذور مختلطة، شعر أنه لمس كل الظلم مع شعبه بشكل مباشر. لقد توصل إلى استراتيجيات وتطبيقات رسمية إلى سلطات تينتا وكوسكو وليما، حتى يتم تحرير السكان الأصليين من العمل الإلزامي في المناجم وتم تبرئتهم من خلال الامتثال للعمل الجبري. لقد كان دائمًا ما يحصل على السلبية واللامبالاة، لكنه بدأ في تطوير أيديولوجية تحررية تستند إلى الدفاع عن السكان الأصليين والعبيد والكريول والأشخاص من الأعراق المختلطة، بينما يوجه استقلال الإقليم والتجارة عن قرارات تاج إسبانيا.
كان الزواج سعيدًا وكانت فيه شراكة كاملة. تتضمن سلسلة هامة من الرسائل باللغة الإسبانية التي تم تبادلها بينهما خلال الفترة المبكرة من التمرد، الغزل وأسماء الحيوانات الأليفة لبعضهما، وكذلك المخاوف بشأن سلامة الآخر.
بعد ذلك تم القبض عليها في انتفاضة فاشلة. وقد انضمت إلى زوجها في قيادة التمرد وقادت رجال ونساء الشعوب الأصلية في معركة من أجل الاستقلال، فضلًا عن تنظيم الإمدادات وقوات التجنيد.

## التمرد
في عام 1780، استُنفدت قنوات الحوار مع ممثلي التاج الإسباني وبدأ خوسيه غابرييل كوندوركانكي بإیجاد حركة ضد الهيمنة الإسبانية. كان مدعومًا من قبل كوراكاس المرتبطة بملاك الأراضي من كوسكو الذين اتحدوا ضد العادات الجديدة، الكريول والهنود والمستيٍثو. في ذلك الوقت اختار اسم توباك أمارو الثاني لنفسه تكريما لجده آخر دولة إنكا الحديثة.
في 4 نوفمبر 1780 قدم توباك أمارو الثاني صرخة الحرية الأولى وأصدر إعلان الاستقلال. كانت هذه بداية تمرد توباك أمارو الثاني. تم أسر القائد المحلي للحكم الإسباني أنطونيو دي أرياغا وشنق فيما بعد. أنشأ المتمردون مقارهم في تونغاسوكا.
السكان الأصليون قد مُنعوا من حيازة الأسلحة النارية. لذلك كانت إحدى أكبر المشاكل التي واجهوها هي الحصول على الأسلحة. كان ميكايلا مسؤولاً عن إمداد القوات بما في ذلك الحصول على الأموال والأغذية والملابس والأسلحة وتوزیعها. واصدرت «التصاريح الآمنة» لتسهيل تنقل أولئك الذين سافروا عبر المناطق الواسعة. كانت مسؤولة عن الحرس الخلفي للسكان الأصليين  وأبدت الاجتهاد والقدرة  وتنفيذ الإجراءات الأمنية ومكافحة التجسس. قامت بتطبيق نظام اتصالات فعال وتنظيم خدمة مطاردة على ظهور الخيل تنقل المعلومات بسرعة من نقطة إلى أخرى في منطقة المتمردين. 
عمل فيلق حقيقي من مقاتلي الأنديز [کوئجواس] وأيمارا جنبًا إلى جنب مع ميكايلا في الانتفاضة  ونفذوا الاستراتيجيات وقدموا الدعم للقوات. كان هدفها ليس فقط تحرير شعبها من الاستغلال الإسباني بل أيضًا لإعادة تأسيس دور نساء السكان الأصليين بمشاركتهن في الحياة الاجتماعية والسياسة   وهو تقليد حاول النظام الاستعماري إلغائه بجعلهن ضحايا للجميع بأنواع الانتهاكات. كانت هناك قيادات نسائية داخل الحركة سيسيليا توباك أمارو وتوماسا تيتو كونديمايتا  منهم رئيسة أكوس  والعديد من النساء الأخريات.
كما شاركت هؤلاء النساء في المعركة مع أطفالهن وأزواجهن وكذلك فعلت ميكايلا التي أعطت بشخصيتها النشطة توباك أمارو التشجيع من نفس ساحة المعركة. بعد انتصار سانجارارا  تم تشكيلها كرئيسة بالوكالة للتمرد.
في 18 نوفمبر 1780  هزم جيش المتمردين الإسبان في معركة سانجارارا. أرسل توباك أمارو رسالة إلى شعوب بيرو  دعا فيها الكريول للانضمام إلى القضية الهندية: «الكريول والمولدين والزامبو والهنود لأننا جميعًا مواطنون  ولأننا ولدنا في هذه الأراضي ومن نفس الأصل».
في مارس 1781، كان لدى جيش توباك أمارو سبعة آلاف رجل وامرأة على استعداد للقتال حتى الموت ضد التاج الاسباني الذي أعلن توباك أمارو الثاني إمبراطورًا لأمريكا في شهادات الوقت الذي ظهر فيه ميكايلا كخبير استراتيجي رئيسي من خلال المهام السياسية  والمستشار العسكري والإداري والرئيسي للقائد. بمبادئها الراسخة  ووضوح الفكر وحدسها العالي  وأصبح الشعور السادس بالتمرد.
في عام 1976، أعلنت الحكومة البيروفية القانون رقم 21705  مما يكشف الأهمية التاريخية للاحتفال بمرور مائتي عام على التمرد التحرري لتوباك أمارو وميكايلا باستيداس.
في 18 مايو 1781، تم نقلهم إلى ساحة بلازا دي أرماس في كوزكو ليتم إعدامهم واحدًا تلو الآخر. تم قطع لسان ابنه هيبوليتو أولاً لأنه تحدث ضد الإسبان  ثم تم شنقه. أُجبر ميكايلا وخوسيه غابرييل على مشاهدة وفاة ابنهما  ثم جعلوها تتسلق أمام زوجها وابنها فرناندو ميكايلا قاتلا ضد جلاديها والرصيف.حتى أخضعوها في النهاية وقطعوا لسانها. لم تستطع رقبتها الرقيقة الوصول إلى الرافعة  فألقوا أربطة حول رقبتها شدتها من جانب إلى آخر لخنقها. ضربوها بهراوة وانتهى بهم الأمر بقتلها بركلات في البطن والثدي.
ثم أخذوا توباك أمارو إلى وسط الساحة  الذي تعرض أيضًا لموت مروع. تم تقطيع كلاهما وأرسلت أجزائهما إلى مدن مختلفة في المنطقة لعرضها في الساحات العامة  لتحذير السكان من عواقب التمرد.
بالطبع  كان الحدث برمته مصدر إلهام للاستمرار في حروب الاستقلال الإسبانية الأمريكية.  

## اعدام
تم إعدامها من قبل الأسبان بقسوة شديدة في 18 مايو 1781 وعمرها 36 عامًا. حاول الإسبان استخدام ثياب مزخرفة يدويًا عليها صُممت لهذه المناسبة كانت قد استخدمت لأول مرة على زميلها المتمرد توماس تيتو كونديمايتا، لكن لأن رقبتها كانت نحيلة جدًا، تم خنقها بحبل. أُعدم ابنها هيبوليتو أيضًا من قبل الإسبان، وكلاهما أمام توباك أمارو الثاني، الذي تعرض للإعدام ثم قطع رأسه من قبل الإسبان.